# Minutentakt
Minutentakt ist ein Lied des deutschen Rappers Fler, das als zweite Single aus dem Album Airmax Muzik II veröffentlicht wurde.
Es erschien 25. März 2011 über das Independent-Label Maskulin. Auf der Single befindet sich ein Remix der Produzenten Beatzarre und Djorkaeff sowie der Bonustrack Geld macht mich geil von Fler, MoTrip und Silla.

## Produktion
Der Beat zu Minutentakt wurde von den Produzenten Gee Futuristic und X-plosive produziert. Der Remix stammt von Beatzarre und Djorkaeff.

## Titelliste der Single
| # | Titel                                     | Gastmusiker      | Produzent                    | Länge |
| - | ----------------------------------------- | ---------------- | ---------------------------- | ----- |
| 1 | Minutentakt                               |                  | Gee Futuristic und X-plosive | 3:47  |
| 2 | Minutentakt (Maskulin Remix)              | Silla und MoTrip | Gee Futuristic und X-plosive | 3:57  |
| 3 | Minutentakt (Beatzarre & Djorkaeff Remix) |                  | Beatzarre und Djorkaeff      | 3:47  |
| 4 | Geld macht mich geil                      | Silla & MoTrip   |                              | 3:31  |
| 5 | Minutentakt (Instrumental)                |                  | Gee Futuristic und X-plosive | 3:47  |
| 6 | Minutentakt (Musikvideo)                  |                  |                              | 3:45  |

## Musikvideo
Am 15. September 2011 erschien das Musikvideo zum Song Minutentakt. Im Video werden Szenen vor einem Gefängnis sowie in einer Wohnung gezeigt. Die Rapper Silla und MoTrip sind ebenfalls im Video zu sehen.

## Chartplatzierungen
In den deutschen Singlecharts erreichte die CD Platz 60. Sie konnte sich eine Woche in den Charts halten.
| ChartsChartplatzierungen | Höchstplatzierung | Wochen |
| ------------------------ | ----------------- | ------ |
| Deutschland (GfK)        | 60 (1 Wo.)        | 1      |